# Cyril V. Jackson
Cyril V. Jackson   (Ossett, 5 de desembre de 1903 - Pietermaritzburg, febrer 1988) va ser un astrònom sud-africà nascut en Yorkshire, Anglaterra que va viure a Sud-àfrica des del 1911.
Va treballar en l'Observatori Unió de Johannesburg entre 1928 i 1947. Va arribar a ser director de l'Observatori Sud Yale-Columbia de Johanesburg, que va ser fundat per la Universitat Yale el 1920. Després del tancament de l'observatori el 1951 a causa de la pol·lució lumínica de la propera Johannesburg, Jackson va supervisar el trasllat del telescopi principal del mateix a l'Observatori de Mount Stromlo, a Austràlia. Després de la reobertura de l'Observatori Sud Yale-Columbia en l'Observatori El Leoncito, l'actual Observatori Félix Aguilar, a l'Argentina, el va dirigir des de 1963 fins a la seva jubilació el 1966.
Va descobrir 72 asteroides i alguns cometes com 47P/Ashbrook-Jackson o 58P/Jackson-Neujmin.